# Karl La Corbiniere
Karl William McNeil La Corbiniere, född 25 juni 1938 i Harlem, New York, död 22 januari 2005, var en amerikansk-svensk journalist, dramatiker och författare.